# Saison 1968-1969 de la LNH
Saison précédente Saison suivante
La saison 1968-1969 est la 52e saison régulière de la Ligue nationale de hockey. Douze équipes ont joué chacune 76 matchs.

## Saison régulière
Avant cette saison, aucun joueur n'avait jamais dépassé la barre symbolique des 100 points en une saison. Phil Esposito des Bruins de Boston réussit cette année à le faire en inscrivant 126 points, dont 49 buts. Bobby Hull des Black Hawks de Chicago inscrit quant à lui 58 buts et 107 points au total. Gordie Howe âgé de 41 ans est troisième meilleur pointeur avec 103 points.
Red Berenson des Blues de Saint-Louis égale un record dans la ligue en marquant 6 buts au cours d'une victoire 8 à 0 de son équipe contre les Flyers de Philadelphie.

### Classements finaux
Les quatre premières franchises de chaque division sont qualifiées pour les séries éliminatoires.
| Clt   | Équipe                 | PJ | V  | D  | N  | BP  | BC  | Pts |
| ----- | ---------------------- | -- | -- | -- | -- | --- | --- | --- |
| +001, | Canadiens de Montréal  | 76 | 46 | 19 | 11 | 271 | 202 | 103 |
| +002, | Bruins de Boston       | 76 | 42 | 18 | 16 | 303 | 221 | 100 |
| +003, | Rangers de New York    | 76 | 41 | 26 | 9  | 231 | 196 | 91  |
| +004, | Maple Leafs de Toronto | 76 | 35 | 26 | 15 | 234 | 217 | 85  |
| +005, | Red Wings de Détroit   | 76 | 33 | 31 | 12 | 239 | 221 | 78  |
| +006, | Black Hawks de Chicago | 76 | 34 | 33 | 9  | 280 | 246 | 77  |

| Clt   | Équipe                   | PJ | V  | D  | N  | BP  | BC  | Pts |
| ----- | ------------------------ | -- | -- | -- | -- | --- | --- | --- |
| +001, | Blues de Saint-Louis     | 76 | 37 | 25 | 14 | 204 | 157 | 88  |
| +002, | Seals d'Oakland          | 76 | 29 | 36 | 11 | 219 | 251 | 69  |
| +003, | Flyers de Philadelphie   | 76 | 20 | 35 | 21 | 174 | 225 | 61  |
| +004, | Kings de Los Angeles     | 76 | 24 | 42 | 10 | 185 | 260 | 58  |
| +005, | Penguins de Pittsburgh   | 76 | 20 | 45 | 11 | 189 | 252 | 51  |
| +006, | North Stars du Minnesota | 76 | 18 | 43 | 15 | 189 | 270 | 51  |

- Champion de la saison régulière
- Qualifié pour les séries éliminatoires

### Meilleurs pointeurs
| Joueur          | Équipe      | PJ | B  | A  | Pts | Pun |
| --------------- | ----------- | -- | -- | -- | --- | --- |
| Phil Esposito   | Boston      | 74 | 49 | 77 | 126 | 79  |
| Bobby Hull      | Chicago     | 74 | 58 | 49 | 107 | 48  |
| Gordie Howe     | Détroit     | 76 | 44 | 59 | 103 | 58  |
| Stan Mikita     | Chicago     | 74 | 30 | 67 | 97  | 52  |
| Ken Hodge       | Boston      | 75 | 45 | 45 | 90  | 75  |
| Yvan Cournoyer  | Montréal    | 76 | 43 | 44 | 87  | 31  |
| Alex Delvecchio | Détroit     | 72 | 25 | 58 | 83  | 8   |
| Red Berenson    | Saint-Louis | 76 | 35 | 47 | 82  | 43  |
| Jean Béliveau   | Montréal    | 69 | 33 | 49 | 82  | 55  |
| Frank Mahovlich | Détroit     | 76 | 49 | 29 | 78  | 38  |
| Jean Ratelle    | New York    | 75 | 32 | 46 | 78  | 26  |

## Séries éliminatoires de la Coupe Stanley

### Tableau
|  | Quarts de finale | Quarts de finale | Quarts de finale | Quarts de finale |             |             | Demi-finales | Demi-finales | Demi-finales | Demi-finales |  |  | Finale | Finale | Finale | Finale |
|  |                  |                  |                  |                  |             |             |              |              |              |              |  |  |        |        |        |        |
|  |                  |                  |                  |                  |             |             |              |              |              |              |  |  |        |        |        |        |
|  |                  |                  |                  |                  |             |             |              |              |              |              |  |  |        |        |        |        |
|  | Montréal         | Montréal         | 4                | 4                |             |             |              |              |              |              |  |  |        |        |        |        |
|  | Montréal         | Montréal         | 4                | 4                |             |             |              |              |              |              |  |  |        |        |        |        |
|  | New York         | New York         | 0                | 0                |             |             |              |              |              |              |  |  |        |        |        |        |
|  | New York         | New York         | 0                | 0                | Montréal    | Montréal    | 4            | 4            |              |              |  |  |        |        |        |        |
|  |                  |                  |                  |                  | Montréal    | Montréal    | 4            | 4            |              |              |  |  |        |        |        |        |
|  |                  |                  | Boston           | Boston           | 2           | 2           |              |              |              |              |  |  |        |        |        |        |
|  | Boston           | Boston           | Boston           | Boston           | 2           | 2           | 4            | 4            |              |              |  |  |        |        |        |        |
|  | Boston           | Boston           |                  |                  |             |             |              | 4            |              |              |  |  |        |        |        |        |
|  | Toronto          | Toronto          | 0                | 0                |             |             |              |              |              |              |  |  |        |        |        |        |
|  | Toronto          | Toronto          | 0                | 0                | Montréal    | Montréal    | 4            | 4            |              |              |  |  |        |        |        |        |
|  |                  |                  |                  |                  | Montréal    | Montréal    | 4            | 4            |              |              |  |  |        |        |        |        |
|  |                  |                  | Saint-Louis      | Saint-Louis      | 0           | 0           |              |              |              |              |  |  |        |        |        |        |
|  | Saint-Louis      | Saint-Louis      | Saint-Louis      | Saint-Louis      | 0           | 0           | 4            | 4            |              |              |  |  |        |        |        |        |
|  | Saint-Louis      | Saint-Louis      |                  |                  |             |             |              |              |              |              |  |  |        |        |        |        |
|  | Philadelphie     | Philadelphie     | 0                | 0                |             |             |              |              |              |              |  |  |        |        |        |        |
|  | Philadelphie     | Philadelphie     | 0                | 0                | Saint-Louis | Saint-Louis | 4            | 4            |              |              |  |  |        |        |        |        |
|  |                  |                  |                  |                  | Saint-Louis | Saint-Louis | 4            | 4            |              |              |  |  |        |        |        |        |
|  |                  |                  | Los Angeles      | Los Angeles      | 0           | 0           |              |              |              |              |  |  |        |        |        |        |
|  | Oakland          | Oakland          | Los Angeles      | Los Angeles      | 0           | 0           | 3            | 3            |              |              |  |  |        |        |        |        |
|  | Oakland          | Oakland          |                  |                  |             |             |              | 3            |              |              |  |  |        |        |        |        |
|  | Los Angeles      | Los Angeles      | 4                | 4                |             |             |              |              |              |              |  |  |        |        |        |        |
|  | Los Angeles      | Los Angeles      | 4                | 4                |             |             |              |              |              |              |  |  |        |        |        |        |
|  |                  |                  |                  |                  |             |             |              |              |              |              |  |  |        |        |        |        |

### Finale de la Coupe Stanley
Les Canadiens de Montréal battent les Blues de Saint-Louis sur le score de 4 matchs à 0 comme la saison précédente.

## Récompenses

### Trophées
| Trophée                      | Vainqueur                              | Équipe                                 |
| ---------------------------- | -------------------------------------- | -------------------------------------- |
| Trophée Calder               | Danny Grant                            | North Stars du Minnesota               |
| Trophée Art-Ross             | Phil Esposito                          | Bruins de Boston                       |
| Trophée Hart                 | Phil Esposito                          | Bruins de Boston                       |
| Trophée Conn-Smythe          | Serge Savard                           | Canadiens de Montréal                  |
| Trophée Bill-Masterton       | Ted Hampson                            | Seals d'Oakland                        |
| Trophée James-Norris         | Bobby Orr                              | Bruins de Boston                       |
| Trophée Lady Byng            | Alex Delvecchio                        | Red Wings de Détroit                   |
| Trophée Lester-Patrick       | Robert Marvin Hull, Edward J. Jeremiah | Robert Marvin Hull, Edward J. Jeremiah |
| Trophée Vézina               | Glenn Hall Jacques Plante              | Blues de Saint-Louis                   |
| Trophée plus-moins de la LNH | Bobby Orr                              | Bruins de Boston                       |

| Trophée                      | Équipe                |
| ---------------------------- | --------------------- |
| Trophée Clarence-S.-Campbell | Blues de Saint-Louis  |
| Trophée Prince de Galles     | Canadiens de Montréal |
| Coupe Stanley                | Canadiens de Montréal |

### Équipes d'étoiles
| Position       | Première équipe | Première équipe        | Deuxième équipe | Deuxième équipe       |
| Position       | Joueur          | Équipe                 | Joueur          | Équipe                |
| -------------- | --------------- | ---------------------- | --------------- | --------------------- |
| Gardien de but | Glenn Hall      | Blues de Saint-Louis   | Eddie Giacomin  | Rangers de New York   |
| Défenseur      | Tim Horton      | Maple Leafs de Toronto | Ted Green       | Bruins de Boston      |
| Défenseur      | Bobby Orr       | Bruins de Boston       | Ted Harris      | Canadiens de Montréal |
| Ailier gauche  | Bobby Hull      | Black Hawks de Chicago | Frank Mahovlich | Red Wings de Détroit  |
| Centre         | Phil Esposito   | Bruins de Boston       | Jean Béliveau   | Canadiens de Montréal |
| Ailier droit   | Gordie Howe     | Red Wings de Détroit   | Yvan Cournoyer  | Canadiens de Montréal |